# Mosterøy
Mosterøy är en ö och en socken i Stavangers kommun i Rogaland fylke i sydvästra Norge. Mosterøy var tills kommunsammanslagningen 1965 en egen kommun under namnet Mosterøy kommun, för att därefter bli en del av Rennesøy kommun. Sedan 2020 utgör området en del av Stavangers kommun.
Ön är idag mest känd för Utsteins kloster som ligger på Klosterøy, en halvö till Mosterøy. Europaväg 39 går som en del av Rennfastsambandet över Mosterøy. Själva ön hade år 2013 945 invånare och en areal på 12 kvadratkilometer. 

## Mosterøy socken
Mosterøy socken hade år 2013 1 944 invånare och upptog en areal på 23 km². Mosterøy var dock från medeltiden uppdelat mellan Askje socken och Utstein klosters socken. Askje omfattade öarna Bru, Sokn, Vestre Åmøy samt södra delen av Mosterøy, medan Utstein kloster omfattande Klosterøy, Fjøløy och den norra delen av Mosterøy. 1899 slogs de två sockarna samman, och Mosterøy socken förenade hela ön. Sedan år 1997 hör socknen till Tungenes prosteri.

## Mosterøy kommun
Mosterøy var en gång i tiden en kommun i Rogaland fylke med Askje som centralort. Mosterøy kommun skildes ifrån Rennesøy kommun år 1884, och omfattade då socknarna Askje, Utstein Kloster och Kvitsøy, och hade totalt 1 309 invånare. Däremot skiljdes Kvitsøy kommun från Mosterøy kommun 1923, och Mosterøy kommun hade då 745 invånare. 
År 1965 med 817 invånare inlemmades Mosterøy kommun i Rennesøy kommun.

## Bilder

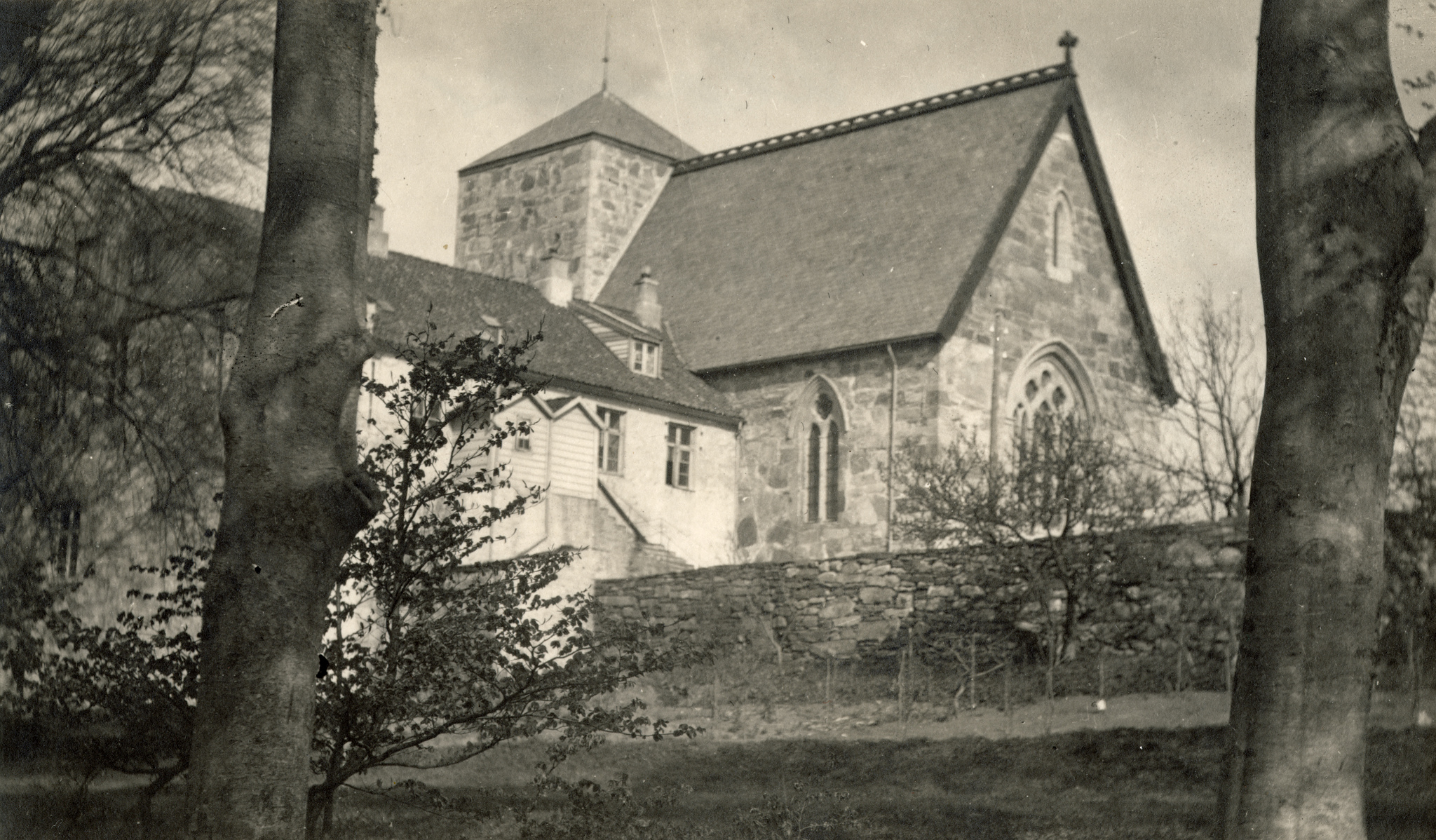
Utstein klosters kyrka.
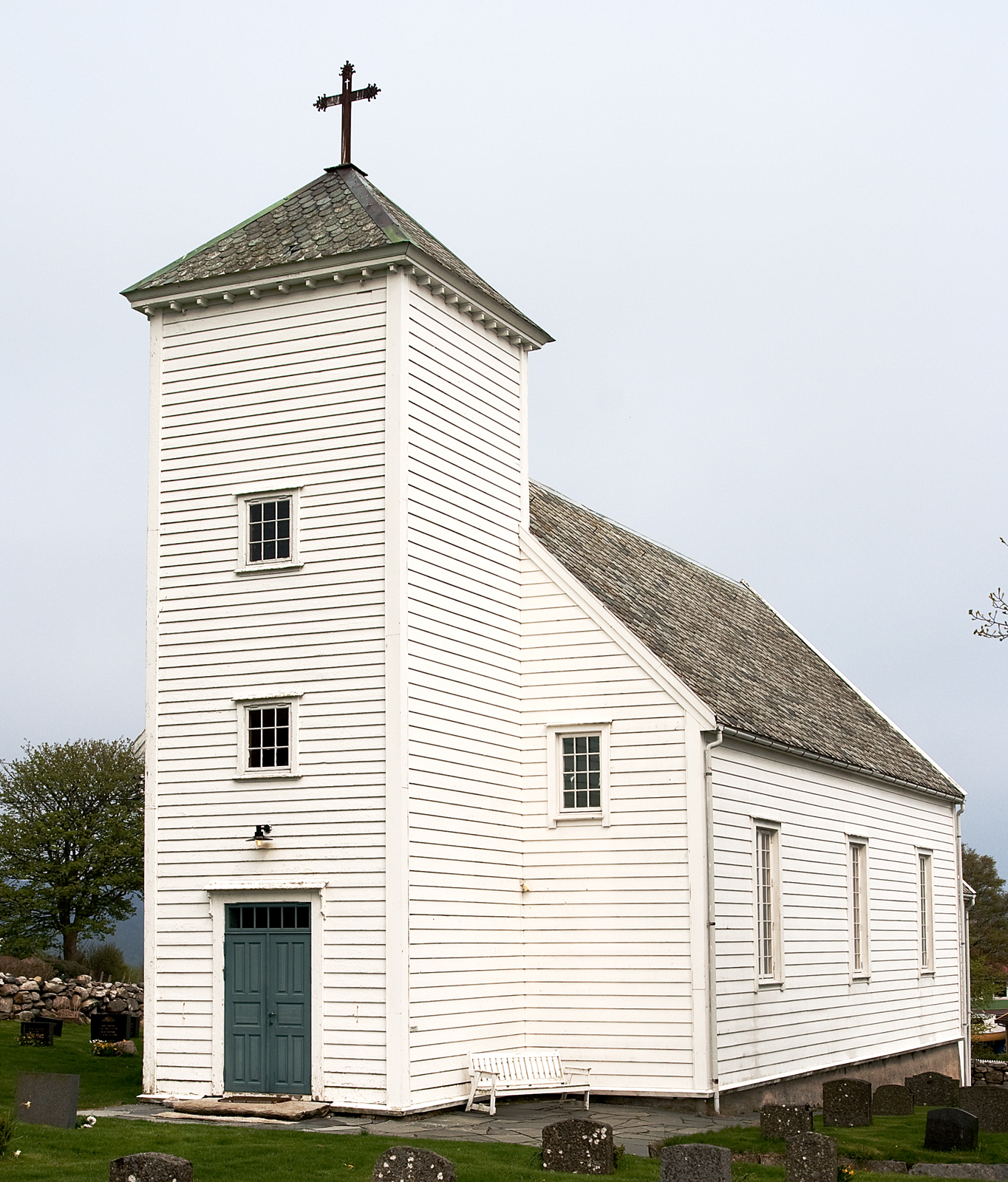
Askje kyrka.